# Clément Morin
Pour les articles homonymes, voir Morin.
Clément Morin était un professeur, chef de chœur, paléographe, grégorianiste et théologien québécois né le 2 novembre 1907 à L'Épiphanie (près de Joliette) et mort le 29 octobre 2004.
Il est ordonné prêtre sulpicien en 1930, et obtient un doctorat en théologie en 1942. Puis il est professeur titulaire, doyen et professeur émérite (1973) de la Faculté de musique de l'Université de Montréal.
Il est une figure dominante de la musicologie du Moyen Âge. Au Canada il est la référence en paléographie musicale.

## Distinctions
- 1990 - Grand officier de l'Ordre national du Québec
- 1992 - Membre de l'Ordre du Canada